# J to tha L–O! The Remixes
| Đánh giá chuyên môn | Đánh giá chuyên môn |
| Nguồn đánh giá      | Nguồn đánh giá      |
| Nguồn               | Đánh giá            |
| ------------------- | ------------------- |
| Allmusic            | [ 1 ]               |
| NME                 | (6/10)              |
| Slant               | [ 3 ]               |
| Yahoo! Music UK     | [ 4 ]               |

J to tha L-O!: The Remixes (tạm dịch: J đến chữ L-O!: Những Bài hát phối lại) là album phối lại đầu tay của ca sĩ Jennifer Lopez, được phát hành tại Mỹ vào 5 tháng 2 năm 2002 do hãng Epic Records. Đây là album phối lại này vươn lên vị trí đầu bảng Billboard 200, và trở thành album phối lại thành công nhất tại Mỹ với 156,000 bản đã được bán trong tuần đầu tiên. Album đồng thời cũng giành một kỉ lục Guinness thế giới 2004 cho album phối lại có số lượng tiêu thụ thành công nhất với hơn 3,5 triệu bản đã được bán ra khắp thế giới, trở thành album phối lại có số lượng đĩa bán ra cao nhất đứng sau Blood on the Dance Floor: HIStory in the Mix của Michael Jackson và You Can Dance của Madonna.
Album gồm ba đĩa đơn gồm "Ain't It Funny" (Murder Remix), "I'm Gonna Be Alright" (Track Masters Remix), và "Alive". Bản phối của The Metro - "Walking on Sunshine" nhận nhiều yêu cầu phát thanh tại Mexico và một số nước của Mỹ Latin. Ca khúc "Waiting For Tonight (Hex's Momentous Radio Mix)" không được phát hành dưới dạng đĩa đơn nhưng lại được yêu cầu rất nhiều ở các đài phát thanh. Cô còn đồng thời trình diễn bản phối lại này tại buổi diễn giao thừa 2010 ở Quảng trường Thời đại và trong một tập phim của Will & Grace.

## Danh sách ca khúc
| STT | Nhan đề                                                         | Sáng tác | Sản xuất                                                         | Thời lượng |
| --- | --------------------------------------------------------------- | --- | ---------------------------------------------------------------- | ---------- |
| 1.  | "Love Don't Cost a Thing (RJ Schoolyard Mix)" (cùng Fat Joe)    | Damon Sharpe, Greg Lawson, Georgette Franklin, Jeremy Monroe, Amille Harris, Joe Cartagena                       | Ric Wake; phối lại do Richie Jones                               | 4:19       |
| 2.  | "Ain't It Funny (Murder Remix)" (cùng Ja Rule và Caddillac Tah) | Jennifer Lopez, Cory Rooney, Irving Lorenzo, Marcus Vest, Ja Rule, Caddillac Tah                                 | Cory Rooney, Dan Shea; phối lại do Irv Gotti, 7                  | 3:50       |
| 3.  | "I'm Gonna Be Alright (Track Masters Remix)"                    | Lopez, Rooney, Troy Oliver, Lorraine Cheryl Cook, Ronald LaPread, Samuel Barnes, Jean-Claude Olivier             | Cory Rooney, Troy Oliver; phối lại do Poke and Tone, Cory Rooney | 3:20       |
| 4.  | "I'm Real (Murder Remix)" (cùng Ja Rule)                        | Lopez, Oliver, Rooney, L.E.S., Jeffrey Atkins, Lorenzo, Rick James                                               | Troy Oliver, Cory Rooney; phối lại do Irv Gotti, 7               | 4:19       |
| 5.  | "Walking on Sunshine (Metro Remix)"                             | Lopez, Mario Winans, Sean Combs, Michael Jones, Jack Knight, Karen Anderson, Adonis Shropshire, Mechalie Jamison | Sean Combs, Mario Winans; phối lại do Mark Taylor, Jeff Taylor   | 5:50       |
| 6.  | "If You Had My Love (Dark Child Master Mix)"                    | Rodney Jerkins, LaShawn Daniels, Rooney, Fred Jerkins III                                                        | Rodney Jerkins                                                   | 4:12       |
| 7.  | "Feelin' So Good (Bad Boy Remix)" (cùng P. Diddy và G. Dep)     | Rooney, Lopez, Christopher Rios, Cartagena, Combs, Steven Standard                                               | Sean Combs, Mario Winans                                         | 4:27       |
| 8.  | "Let's Get Loud (Pablo Flores Remix)"                           | Gloria Estefan, Kike Santander                                                                                   | Emilio Estefan, Jr., Kike Santander; phối lại do Pablo Flores    | 5:30       |
| 9.  | "Play (Sack International Remix)"                               | Anders Bagge, Arnthor Birgisson, Christina Milian, Rooney                                                        | Bag & Arnthor; phối lại do Peter Wade Keusch, Alec Deruggiero    | 4:18       |
| 10. | "Waiting for Tonight (Hex's Momentous Radio Mix)"               | Maria Christensen, Michael Garvin, Phil Temple                                                                   | Ric Wake; phối lại do Hex Hector, Richie Jones                   | 4:32       |
| 11. | "Alive"                                                         | Lopez, Cris Judd, Rooney                                                                                         | Cory Rooney, Dan Shea                                            | 4:39       |

Bài hát tặng kèm tại châu Âu
1. "Si Ya Se Acabó" (Radio Remix) (Manny Benito, Jimmy Greco, Ray Contreras) – 3:33
2. "Que Ironia (Ain't It Funny)" (Tropical Dance Remix) (Lopez, Rooney, Benito) – 3:48
3. "Una Noche Más" (Pablo's Miami Mix Radio Edit) (Christensen, Garvin, Temple, Benito) – 4:05
4. "No Me Ames" (Tropical Remix với Marc Anthony) (Giancarlo Bigazzi, Marco Falagiani, Ignacio Ballesteros, Aleandro Baldi) – 5:34

## Xếp hạng

### Vị trí
| Bảng xếp hạng (2002)                  | Vị trí cao nhất |
| ------------------------------------- | --------------- |
| Australian ARIA Albums Chart          | 11              |
| Austrian Albums Chart                 | 11              |
| Belgian Ultratop 50 Albums (Flanders) | 8               |
| Belgian Ultratop 50 Albums (Wallonia) | 9               |
| Dutch Albums Chart                    | 5               |
| European Top 100 Albums               | 6               |
| French SNEP Albums Chart              | 14              |
| German Albums Chart                   | 5               |
| Irish Albums Chart                    | 6               |
| Japanese Oricon Albums Chart          | 44              |
| New Zealand RIANZ Albums Chart        | 3               |
| Polish Albums Chart                   | 16              |
| Swedish Albums Chart                  | 39              |
| Swiss Albums Chart                    | 14              |
| UK Albums Chart                       | 4               |
| U.S. Billboard 200                    | 1               |
| U.S. Billboard Top R&B/Hip-Hop Albums | 1               |

### Chứng nhận
| Quốc gia    | Tổ chức | Chứng nhận | Số đĩa    |
| ----------- | ------- | ---------- | --------- |
| Úc          | ARIA    | Vàng       | 35,000    |
| Canada      | CRIA    | Bạch kim   | 100,000   |
| Pháp        | SNEP    | Vàng       | 137,000   |
| Hà Lan      | NVPI    | Vàng       | 30,000    |
| New Zealand | RIANZ   | Vàng       | 7,500     |
| Anh         | BPI     | Bạch kim   | 300,000   |
| Mỹ          | RIAA    | Bạch kim   | 1,500,000 |